# Нанн, Кендрик
Кендрик Мелвин Нанн (англ. Kendrick Melvin Nunn; род. 3 августа 1995 года в Чикаго, штат Иллинойс, США) — американский профессиональный баскетболист, играющий на позиции атакующего защитника.

## Средняя школа
Кендрик Нанн учился в средней школе Академия Нила Симеона в Чикаго. Нанн выступал в баскетбольной команде академии, которая четыре года подряд выигрывала титул чемпиона штата Иллинойс по баскетболу. На четвертом курсе школы его игровой номер 20 был выведен из обращения баскетбольной командой Академии Нила Семиона.
Во время учебы на первом курсе академии Кендрику Нанну была предложена баскетбольная стипендия от Сент-Луисского университета. Кендрик рассматривал варианты получения высшего образования в Иллинойсском университете в Урбане-Шампейне, университете Маркетта, университете Мемфис, университете штата Огайо, Техасском университете A&M, университете штата Оклахома, Калифорнийском университете в Лос-Анджелесе.
В августе 2011 года Нанн устно договорился о поступлении в Техасский университет A&M. Однако через два месяца Кендрик отказался от намерения учится в Техасском университете и решил продолжить выбирать место учёбы. Тренер Академии Нила Симеона сказал, что Кендрик считает, что он слишком рано сделал выбор и хочет изучить все варианты.
После официального визита в Иллинойсский университет в Урбане-Шампейн Кендрик Нанн объявил 15 сентября 2012 года, что он продолжит там учебу и будет защищать цвета «Иллинойс» в NCAA.

## Студенческая карьера
На первом курсе Кендрик Нанн сыграл за «Иллинойс» в сезоне 2013/2014 все 35 матчей, в 12 последних матчей он выходил в стартовом составе. 9 февраля 2014 года Кендрик в поединке против баскетбольной команды университета штата Пенсильвания в первый раз сыграл в стартовой пятерки и набрал 19 очков.. 19 февраля 2014 года во встречи против «Миннесота Голден Гоферс» Нанн повторил свой рекорд результативности, равный 19 очкам. Спустя 5 дней его назвали новичком недели конференции Big Ten. Кендрик Нанн помог «Иллинойс» последовательно победить баскетбольную команду университета Небраски-Линкольна и «Мичиган Стэйт Спартанс». На счету игрока в указанных матчах было 10,5 очка за игру, 4,5 подбора за игру, 3,5 передачи за игру, и поэтому 3 марта 2014 года его второй раз назвали новичком недели конференции Big Ten. По окончании сезона Кендрик Нанн вошёл в сборную новичков конференции Big Ten.
На втором курсе в сезоне 2014/2015 Кендрик Нанн сыграл 33 матча, из которых 24 раза был игроком стартовой пятерки. 14 января 2015 года в матче против баскетбольной команды Северо-Западного университета Нанн обновил свой рекорд результативности до 25 очков. 18 января 2015 года в матче против «Индиана Хузерс» игрок набрал 24 очка.
На третьем курсе в сезоне 2015/2016 Кендрик Нанн сыграл 28 матчей, из которых 25 раз был игроком стартового состава. 5 декабря 2015 года Кендрик во встречи против баскетбольной команды Западно-Каролинского университета впервые в NCAA набрал 27 очков. 9 декабря в поединке против «Йель Бульдогс» он обновил свой рекорд результативности до 28 очков.
24 мая 2016 года Кендрик Нанн был отчислен из баскетбольной команды Иллинойсского университета в Урбане-Шампейне после того, как он признал себя виновным в совершении преступления мелкой степени тяжести два месяца назад. Примерно через месяц Кеник перевелся в Оклендский университет, где имел возможность возобновить карьеру в «Окленд Голден Гриззлис». Согласно трансфертным правилам NCAA Кендрик Нанн пропустил сезон 2016/2017.
На четвертом курсе Кендрик Нанн сыграл за «Голден Гриззлис» в сезоне 2017/2018 все 30 матчей, в 28 матчей он выходил в стартовом составе. 10 ноября 2017 года Кендрик Нанн дебютировал за «Окленд Голден Гриззлис». Во встрече против «Форт-Уэйн Мастодонз» он обновил свой рекорд результативности до 36 очков и отдал 6 передач. 13 ноября 2017 года Кендрика назвали игроком недели конференции Horizon League. 18 декабря 2017 года Нанн вновь стал лучшим игроком своей конференции. 20 января 2018 года в матче против баскетбольной команды университета Милосердия в Детройта Кендрик Нанн впервые в NCAA набрал 38 очков. Для игрока эта игра стала 8, в которой он набирал 30 и более очков. Баскетболиста третий раз признали игроком недели конференции Horizon League. 22 февраля 2018 года в поединке против «Грин Бэй Феникс» Нанн обновил свой рекорд результативности до 39 очков.
По окончании четвертого курса Кендрик Нанн лидировал в первом дивизионе NCAA по количеству точных бросков из-за дуги, он забивал 4,47 трёхочковых броска в среднем за игру. Кендрик занял второе место после Трея Янга в списке лучших бомбардиров NCAA с показателем 25,9 очка за игру. Нанн был признан баскетболистом года конференции Horizon League и вошёл в первую сборную звёзд конференции.

## Профессиональная карьера

### Санта-Круз Уорриорз (2018—2019)
На драфте НБА 2018 года Кендрик Нанн не был выбран ни одной командой. После драфта Кендрик подписал частично гарантированный контракт с «Голден Стэйт Уорриорз». Он играл за «Голден Стэйт» в летней лиге. 12 октября 2018 года «Уорриорз» отчислили Нанна.. Позже он стал игроком клуба Джи-Лига «Санта-Круз Уорриорз». 4 ноября 2019 года в матче против «Нортерн Аризона Санз» он дебютировал в профессиональном спорте и набрал 15 очков. 10 ноября 2019 года во встречи против «Айова Энерджи» на счету игрока в графе результативность было 32 очка, которые игрок набрал выйдя со скамейки запасных.

### Майами Хит (2019—2021)
10 апреля 2019 года Кендрик Нанн подписал контракт с «Майами Хит». 18 октября 2019 года в предсезонном игре против «Хьюстон Рокетс» игрок набрал 40 очков. 23 октября в дебютном матче против «Мемфис Гриззлис» на счету Кендрика было 24 очка, 2 подбора, 3 передачи и 2 перехвата. За первую игровую неделю в НБА Нанн в среднем за 3 матча набирал 22,3 очка и был кандидатом на награду игрок недели Восточной конференции. 31 октября 2019 года Кендрик в поединке против «Атланта Хокс» обновил свой рекорд результативности до 28 очков. За первые свои пять матчей Кендрик Нанн набрал 112 очков, что стало рекордом по очкам за 5 матчей среди незадрафтованных игроков. 3 декабря 2019 года Кендрика назвали новичком месяца Восточной конференции. 10 декабря 2019 года игрок в поединке с овертаймом против «Хокс» впервые в НБА на свой счет записывает 36 очков в матче. Кендрик Нанн стал первым новичком в истории «Майами Хит», который быстрее всех набрал 504 очка. Для этого игроку потребовался 31 матч. 2 января 2020 года Нанн второй раз подряд становится новичком месяца Восточной конференции. 15 января 2020 в матче против «Сан-Антонио Спёрс» на счету Кендрика было 33 очка, он забил 13 бросков с игры из 18 попыток. 4 февраля Кендрика 2020 года третий раз подряд назвали новичком месяца Восточной конференции. 15 сентября 2020 года Кендрика включили в первую сборную новичков. 30 сентября 2020 года Нанн в первой игре финала НБА 2020 против «Лос-Анджелес Лейкерс» набрал 18 очков будучи запасным игроком. «Лейкерс» выиграли финал у «Майами» в шести матчах.
Кендрика Нанна пригласили на матч восходящих звёзд 2020. Он выступал за сборную США и набрал 16 очков.

### Лос-Анджелес Лейкерс (2021—2023)
6 августа 2021 года игрок подписал контракт с «Лос-Анджелес Лейкерс».

### Вашингтон Уизардс (2023)
23 января 2023 года Нанн был обменян в «Вашингтон Уизардс» на Руи Хатимуру и три будущих выбора второго раунда драфта.

### Панатинаикос (2023—настоящее время)
31 октября 2023 года Нанн подписал контракт с греческой командой «Панатинаикос» до конца сезона. 8 мая 2024 года было объявлено о продлении контракта на два года с опцией перехода в НБА этим летом. 16 июля 2024 года в соглашении игрока истекла возможность использования опции отъезда в НБА.
17 декабря 2024 года в матче против клуба «Олимпия» Нанн набрал 39 очков и установил рекорды Евролиги по количеству очков в первой четверти (21) и количеству точных трехочковых бросков в одной четверти (7), повторил рекорд по количеству очков за любую четверть (21), а также провел самую результативную четверть в истории «Панатинаикоса» (21).
3 марта 2025 года «Панатинаикос» предложил новый трехлетний контракт Нанну на 11 миллионов долларов. 30 марта стало известно, что Нанн по новому контракту будет получать 4,5 млн долларов в год, что сделает его самым высокооплачиваемым игроком в Европе.
8 июня 2025 года Нанн был оштрафован на 10 000 евро за оскорбление и угрозы в адрес судьи во время третьего матча против «Олимпиакоса».

## Сборная США
В марте 2011 года Кендрик Нанн пригласили для участия в тренировочном лагере в Олимпийском центре США в Колорадо-Спрингс перед чемпионатом Америки U16.. Он и ещё 3 школьника из Чикаго вошли в окончательную заявку из 12 человек на чемпионат Америки 2011 года в Канкуне. В составе сборной США на турнире в Мексике он завоевал золотые медали.
Кендрик Нанн вошёл в заявку на чемпионат мира U17 2012 года в Каунасе. В составе сборной США на турнире в Литве он завоевал золотые медали.

## Статистика

### Статистика в НБА
| Сезон                                                                                    | Команда   | Регулярный сезон | Регулярный сезон | Регулярный сезон | Регулярный сезон | Регулярный сезон | Регулярный сезон | Регулярный сезон | Регулярный сезон | Регулярный сезон | Регулярный сезон | Регулярный сезон | Серия плей-офф | Серия плей-офф | Серия плей-офф | Серия плей-офф | Серия плей-офф | Серия плей-офф | Серия плей-офф | Серия плей-офф | Серия плей-офф | Серия плей-офф | Серия плей-офф |
| Сезон                                                                                    | Команда   | GP               | GS               | MPG              | FG%              | 3P%              | FT%              | RPG              | APG              | SPG              | BPG              | PPG              | GP             | GS             | MPG            | FG%            | 3P%            | FT%            | RPG            | APG            | SPG            | BPG            | PPG            |
| ---------------------------------------------------------------------------------------- | --------- | ---------------- | ---------------- | ---------------- | ---------------- | ---------------- | ---------------- | ---------------- | ---------------- | ---------------- | ---------------- | ---------------- | -------------- | -------------- | -------------- | -------------- | -------------- | -------------- | -------------- | -------------- | -------------- | -------------- | -------------- |
| 2019/20                                                                                  | Майами    | 67               | 67               | 29,3             | 43,9             | 35,0             | 85,0             | 2,7              | 3,3              | 0,8              | 0,2              | 15,3             | 15             | 0              | 15,9           | 39,1           | 27,9           | 100,0          | 2,1            | 1,3            | 0,2            | 0,2            | 6,1            |
| 2020/21                                                                                  | Майами    | 56               | 44               | 29,5             | 48,5             | 38,1             | 93,3             | 3,2              | 2,6              | 0,9              | 0,3              | 14,6             | 4              | 2              | 23,3           | 39,5           | 27,8           | 100,0          | 1,5            | 1,5            | 0,5            | 0,0            | 10,3           |
| 2022/23                                                                                  | Лейкерс   | 39               | 2                | 13,5             | 40,6             | 32,5             | 81,0             | 1,4              | 0,9              | 0,3              | 0,1              | 6,7              | Не участвовал  | Не участвовал  | Не участвовал  | Не участвовал  | Не участвовал  | Не участвовал  | Не участвовал  | Не участвовал  | Не участвовал  | Не участвовал  | Не участвовал  |
| 2022/23                                                                                  | Вашингтон | 31               | 0                | 14,1             | 44,7             | 39,2             | 90,0             | 1,7              | 1,8              | 0,5              | 0,1              | 7,5              | Не участвовал  | Не участвовал  | Не участвовал  | Не участвовал  | Не участвовал  | Не участвовал  | Не участвовал  | Не участвовал  | Не участвовал  | Не участвовал  | Не участвовал  |
|                                                                                          | Всего     | 193              | 113              | 23,7             | 45,1             | 36,2             | 87,6             | 2,4              | 2,4              | 0,7              | 0,2              | 12,1             | 19             | 2              | 17,5           | 39,3           | 27,9           | 100,0          | 2,0            | 1,4            | 0,3            | 0,2            | 7,0            |
| Наведите курсор мыши на аббревиатуры в заголовке таблицы, чтобы прочесть их расшифровку. |           |                  |                  |                  |                  |                  |                  |                  |                  |                  |                  |                  |                |                |                |                |                |                |                |                |                |                |                |

### Статистика в Джи-Лиге
| Сезон                                                                                    | Команда             | Регулярный сезон | Регулярный сезон | Регулярный сезон | Регулярный сезон | Регулярный сезон | Регулярный сезон | Регулярный сезон | Регулярный сезон | Регулярный сезон | Регулярный сезон | Регулярный сезон | Серия плей-офф | Серия плей-офф | Серия плей-офф | Серия плей-офф | Серия плей-офф | Серия плей-офф | Серия плей-офф | Серия плей-офф | Серия плей-офф | Серия плей-офф | Серия плей-офф |
| Сезон                                                                                    | Команда             | GP               | GS               | MPG              | FG%              | 3P%              | FT%              | RPG              | APG              | SPG              | BPG              | PPG              | GP             | GS             | MPG            | FG%            | 3P%            | FT%            | RPG            | APG            | SPG            | BPG            | PPG            |
| ---------------------------------------------------------------------------------------- | ------------------- | ---------------- | ---------------- | ---------------- | ---------------- | ---------------- | ---------------- | ---------------- | ---------------- | ---------------- | ---------------- | ---------------- | -------------- | -------------- | -------------- | -------------- | -------------- | -------------- | -------------- | -------------- | -------------- | -------------- | -------------- |
| 2018/19                                                                                  | Санта-Круз Уорриорз | 49               | 1                | 29,0             | 47,3             | 33,3             | 85,7             | 3,8              | 2,8              | 1,5              | 0,3              | 19,3             | 2              | 0              | 31,6           | 61,5           | 75,0           | 100,0          | 5,0            | 3,0            | 2,0            | 0,0            | 30,0           |
|                                                                                          | Всего               | 49               | 1                | 29,0             | 47,3             | 33,3             | 85,7             | 3,8              | 2,8              | 1,5              | 0,3              | 19,3             | 2              | 0              | 31,6           | 61,5           | 75,0           | 100,0          | 5,0            | 3,0            | 2,0            | 0,0            | 30,0           |
| Наведите курсор мыши на аббревиатуры в заголовке таблицы, чтобы прочесть их расшифровку. |                     |                  |                  |                  |                  |                  |                  |                  |                  |                  |                  |                  |                |                |                |                |                |                |                |                |                |                |                |

### Статистика в NCAA
| Сезон | Команда  | Conf     | Class    | GP  | GS | MPG  | FG%  | 3P%  | FT%  | RPG | APG | SPG | BPG | PPG  |
| --- | -------- | -------- | -------- | --- | -- | ---- | ---- | ---- | ---- | --- | --- | --- | --- | ---- |
| 2013/14 | Иллинойс | Big Ten  | FR       | 35  | 12 | 19,5 | 45,6 | 38,8 | 80,8 | 1,7 | 1,1 | 0,6 | 0,1 | 6,2  |
| 2014/15 | Иллинойс | Big Ten  | SO       | 33  | 24 | 30,2 | 40,1 | 36,0 | 81,7 | 3,5 | 1,9 | 1,2 | 0,2 | 11,1 |
| 2015/16 | Иллинойс | Big Ten  | JR       | 28  | 25 | 35,1 | 42,8 | 39,1 | 79,4 | 5,0 | 1,7 | 1,5 | 0,2 | 15,5 |
| 2017/18 | Окленд   | Horizon  | SR       | 30  | 26 | 37,9 | 43,5 | 39,4 | 83,8 | 4,7 | 3,8 | 1,5 | 0,4 | 25,9 |
| Всего | Всего    | Всего    | Всего    | 126 | 87 | 30,1 | 42,8 | 38,6 | 82,1 | 3,6 | 2,1 | 1,2 | 0,2 | 14,2 |
| Иллинойс | Иллинойс | Иллинойс | Иллинойс | 96  | 61 | 27,7 | 42,4 | 37,9 | 80,5 | 3,3 | 1,6 | 1,1 | 0,2 | 10,6 |
| Окленд | Окленд   | Окленд   | Окленд   | 30  | 26 | 37,9 | 43,5 | 39,4 | 83,8 | 4,7 | 3,8 | 1,5 | 0,4 | 25,9 |
| Наведите курсор мыши на аббревиатуры в заголовке таблицы, чтобы прочесть их расшифровку Статистика приведена с сайта sports-reference.com |          |          |          |     |    |      |      |      |      |     |     |     |     |      |

### Статистика в других лигах
| Сезон | Команда      | Лига             | GP | GS | MPG  | FG%  | 3P%  | FT%  | RPG | APG | SPG | BPG | PFL | TOV | PPG  |
| --- | ------------ | ---------------- | -- | -- | ---- | ---- | ---- | ---- | --- | --- | --- | --- | --- | --- | ---- |
| 2023/24 | Все клубы    | Все лиги         | 65 | 52 | 26,6 | 45,5 | 39,2 | 92,6 | 2,8 | 3,5 | 0,8 | 0,2 | 2,1 | 2,8 | 15,1 |
| 2023/24 | Панатинаикос | Евролига         | 35 | 27 | 27,5 | 44,6 | 41,0 | 95,9 | 2,7 | 3,1 | 0,9 | 0,1 | 2,2 | 3,1 | 16,0 |
| 2023/24 | Панатинаикос | Чемпионат Греции | 30 | 25 | 25,6 | 46,8 | 36,9 | 88,9 | 2,9 | 4,0 | 0,7 | 0,3 | 2,0 | 2,5 | 13,9 |
| Всего | Всего        | Всего            | 65 | 52 | 26,6 | 45,5 | 39,2 | 92,6 | 2,8 | 3,5 | 0,8 | 0,2 | 2,1 | 2,8 | 15,1 |
| Наведите курсор мыши на аббревиатуры в заголовке таблицы, чтобы прочесть их расшифровку Статистика приведена с сайта basketball.realgm.com |              |                  |    |    |      |      |      |      |     |     |     |     |     |     |      |

## Комментарий
1. ↑  Обвинение в совершении побоев было связано с арестом в марте 2016 года. Хотя Нанн сказал The Chicago Tribune что, он не бил женщину, как предполагалось, а только обливал ее водой, он сказал, что согласился на обвинение в правонарушении по настоянию своего адвоката, и добавил, что в любом случае полностью сожалеет о своей конфронтации. «Я не могу никого винить в своих действиях», - сказал он. «Я бы просто ушел от этого».[24]
2. ↑  После отчисления из Иллинойса репутация и карьера Нанна оказались под сомнением. Но после прохождения ста часов общественных работ, 26-недельной программы предотвращения жестокого обращения и написания письма с извинениями, находясь под 18-месячным надзором суда[24], Кендрик Нанн получил второй шанс от тренера Грега Кампе в Окленде. Кампе, который является одной из наиболее уважаемых фигур в студенческом баскетболе по версии The Athletic, поручился за Нанна и за то, как он обращался с людьми, будучи частью своей (баскетбольной) программы.[26]